# Donja Banda
Donja Banda – wieś w Chorwacji, w żupanii dubrownicko-neretwiańskiej, w gminie Orebić. W 2011 roku liczyła 149 mieszkańców.